# 基德韋利城堡
基德韋利城堡（英語：Kidwelly Castle）是位於英國威爾斯卡馬森郡城市基德韋利的一座諾曼式城堡。城堡修建於1200年至1476年期間。基德韋利城堡曾被用於電影巨蟒與聖杯巨蟒與聖杯的拍攝場地。現在基德韋利城堡保存狀況基本良好。

## 延伸閱讀
- Cadw page

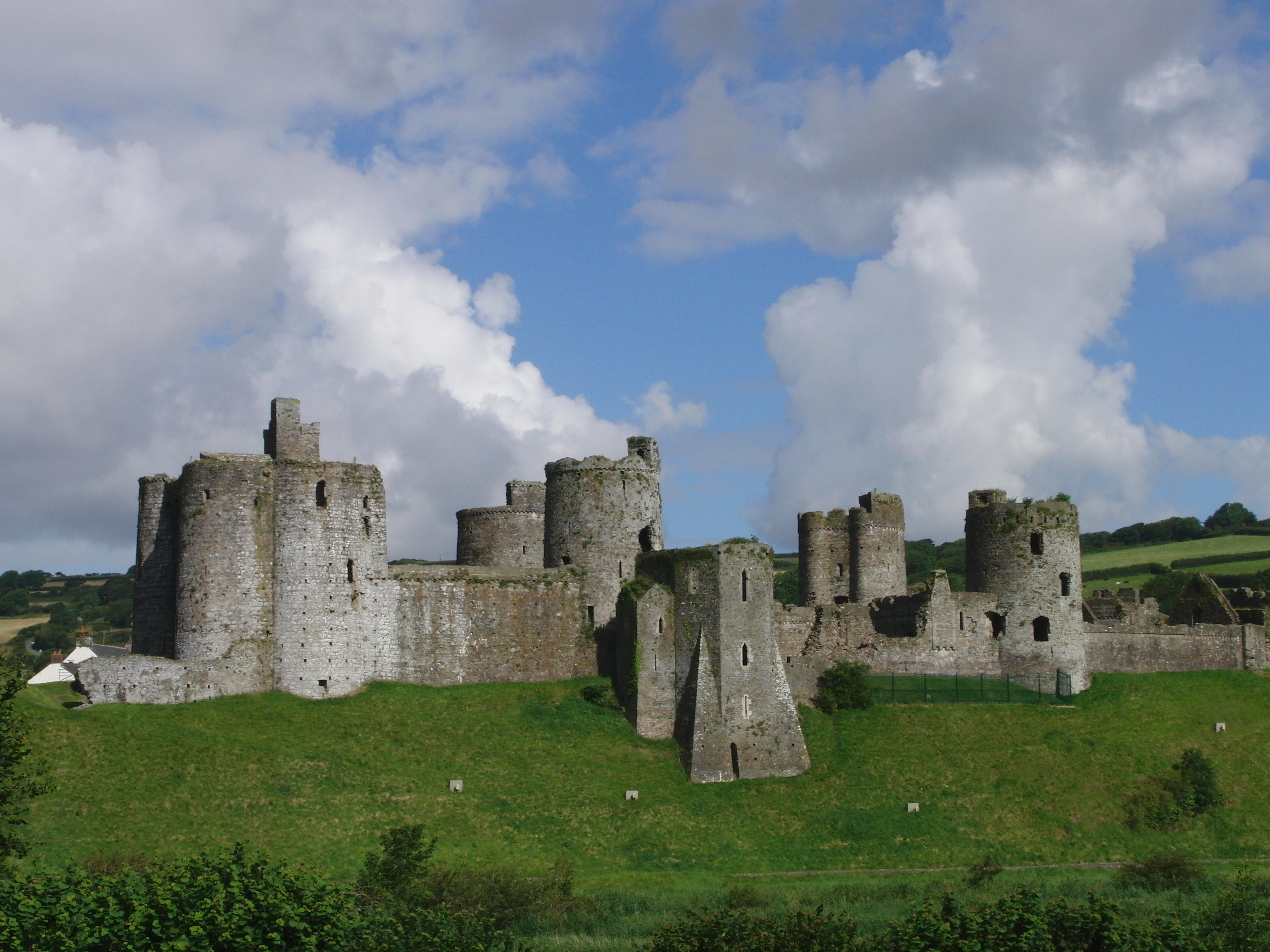
基德韋利城堡

- Kidwelly Castle（页面存档备份，存于） (Castles of Wales)

51°44′24″N 4°18′15″W / 51.73999°N 4.30424°W